# Amer Belakhdar
 (janvier 2020).
Si vous disposez d'ouvrages ou d'articles de référence ou si vous connaissez des sites web de qualité traitant du thème abordé ici, merci de compléter l'article en donnant les références utiles à sa vérifiabilité et en les liant à la section « Notes et références ».
Amer Belakdar est un footballeur algérien né le 20 janvier 1980 à Aïn El Hadjel dans la wilaya de M'Sila. Il évoluait au poste d'arrière gauche.

## Palmarès
- Vice-champion en 2011 et 2012 avec la JSM Béjaïa.
- Vainqueur de la coupe d'Algérie en 2008 avec la JSM Béjaïa.